# Linia kolejowa nr 445
Linia kolejowa nr 445 – zelektryfikowana, w większości dwutorowa, pierwszorzędna linia kolejowa łącząca stację Warszawa Zachodnia z przystankiem Warszawa Aleje Jerozolimskie.